# 貪睡節
貪睡節（芬蘭語：Unikeonpäivä）是芬蘭於每年7月27日舉行的慶祝活動。這個節日與以弗所之七聖童的傳說有關，但與其說是一個宗教節日，不如說是一個非正式的慶祝活動。貪睡節的傳統可以追溯到中世紀，當時人們認為，如果家裡有人在這一天睡得晚，那麼他在這一年的其餘時間裡都會懶惰、不思進取。在過去，家裡睡得最晚的人（也被戲稱為「最懶的人」）可以用水喚醒，可以把他扔進湖里或海裡，也可以把水潑在他身上。
在楠塔利，每年都會選出一位芬蘭名人，在清晨7點從該市的港口將他拋入海中。被選中的人通常都做過對城市有益的事情。在活動舉行之前，睡仙的身份一直保密。迄今為止，每位市長都至少有一次被拋入海中，其他睡仙還包括塔里婭·哈洛寧總統的丈夫彭蒂·阿拉耶爾維、納斯特石油執行長里斯托·林內（Risto Rinne），以及許多作家、藝術家和政治人物。慶祝活動在楠塔利一直持續到晚上，並為各個年齡段的人們準備了各種活動。